# Tűztrupiál
A tűztrupiál (Icterus jamacaii) a madarak osztályának verébalakúak (Passeriformes) rendjébe, azon belül a csirögefélék (Icteridae) családjába tartozó faj.

## Rendszerezése
A fajt Johann Friedrich Gmelin német természettudós írta le 1788-ban, az Oriolus nembe Oriolus jamacaii néven, innen helyezték jelenlegi helyére. Egyes szervezetek szerint a fehérszárnyú trupiál (Icterus icterus) alfaja Icterus icterus jamacaii néven.

## Előfordulása
Brazília keleti részén honos. Természetes élőhelyei a szubtrópusi és trópusi száraz cserjések és szavannák. Állandó, nem vonuló faj.

## Megjelenése
Testhossza 21 centiméter, testtömege 34-42 gramm.

## Életmódja
Ízeltlábúakkal, kisebb gerinctelenekkel, gyümölcsökkel és nektárral táplálkozik.

## Természetvédelmi helyzete
Az elterjedési területe rendkívül nagy, egyedszáma pedig stabil. A Természetvédelmi Világszövetség Vörös listáján nem fenyegetett fajként szerepel.